# Victor Bouadjio
Victor Bouadjio, né en 1955, est un écrivain et éditeur français d'origine camerounaise.

## Biographie
De formation scientifique, Victor Bouadjio est l'auteur d'une thèse de 3e cycle, CAO des circuits intégrés MOS : vérification des règles de dessin par une méthode basée sur les traitements combinatoires locaux, soutenue à l'université de Paris-Sud en 1987. Avant de se consacrer à l'écriture, puis à l'édition, il enseigne pendant neuf ans dans le secondaire et à l'IUT de Nantes.

## Œuvres
- Demain est encore loin : roman, Balland, Paris, 1989
- Esclavage, 150 ans après, Institut du monde noir, Nantes, 1998
- Le mba : roman, L'Hèbe, Grolley 1999
- Tout savoir sur les maisons d'édition : les politiques éditoriales révélées par de grands éditeurs : comment sont sélectionnés les manuscrits, relations avec les auteurs, politique éditoriale, Ed. Luce Wilquin, Avin (Belgique), 2011
- Guide des ateliers d'écriture : contenus, animation, exercices d'écriture, tendances et pertinence, culture littéraire et socialisation, Éd. Écrire aujourd'hui, Beaucouzé, 2015
- La Veneta : "roman", Balland, Paris, 2018[3]

## Distinctions
- Grand prix littéraire d'Afrique noire pour Demain est encore loin (1989[4])